# 中国铁路DQ45型钳夹车
中国铁路DQ45型钳夹车是齐齐哈尔轨道交通装备有限责任公司针对1000MW发电机定子的整体运输而研制开发的长大货车。其中“D”代表此车为长大货车，“Q”代表此车为钳夹车，“45”代表此车为450吨级载重货车。该车主要运输发电机定子。

## 发展历史

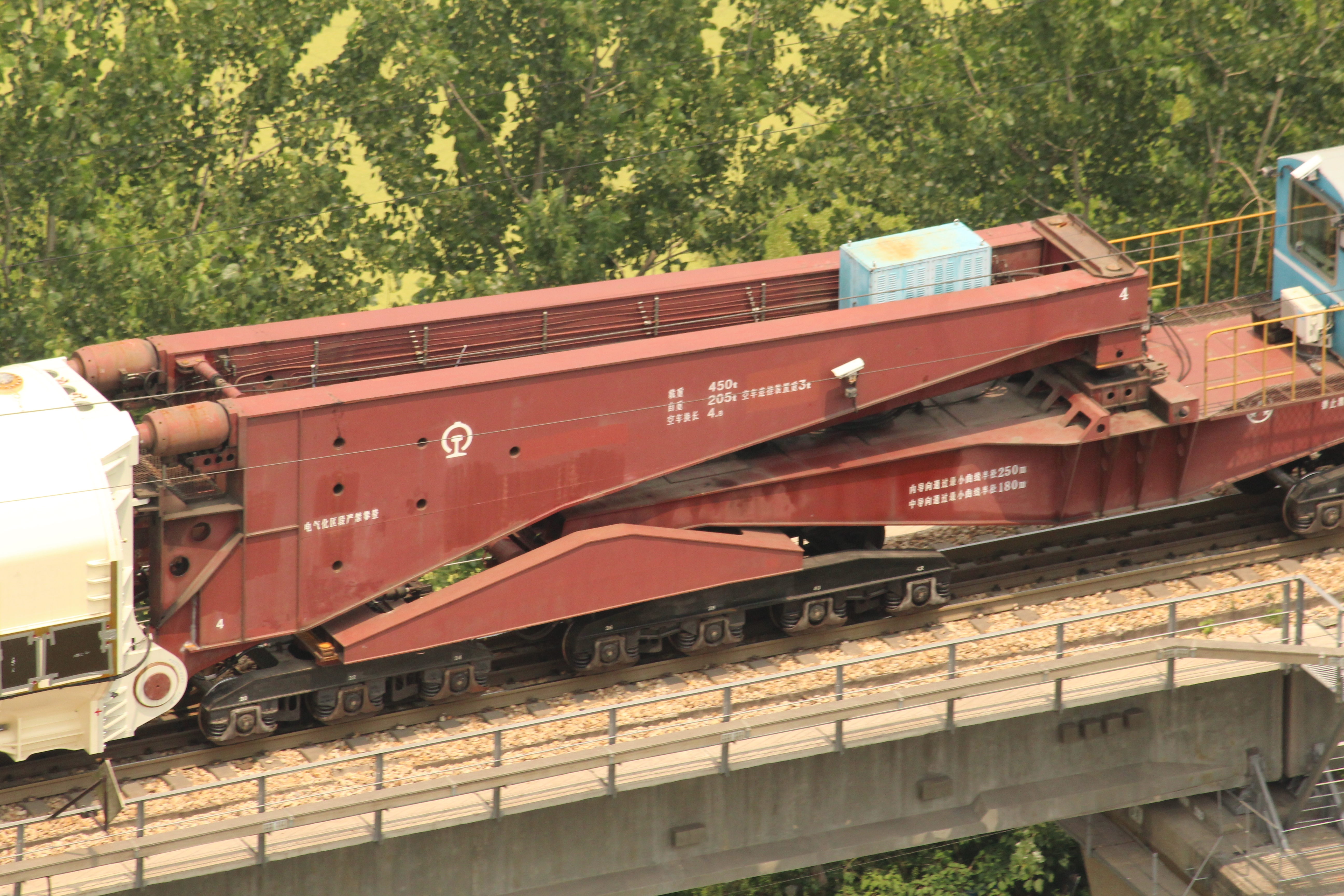
DQ45型钳夹车的钳夹
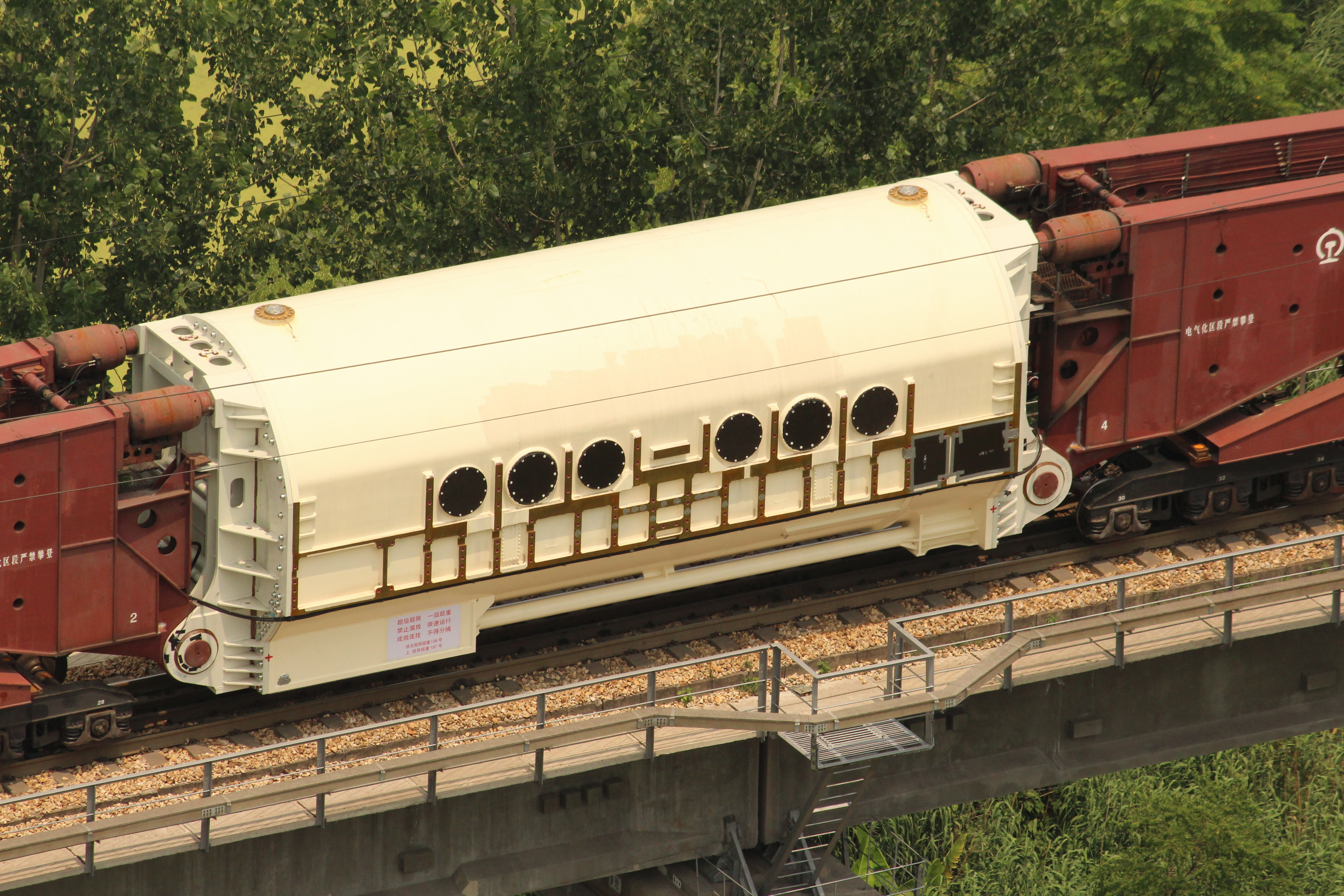
DQ45型钳夹车运输的定子
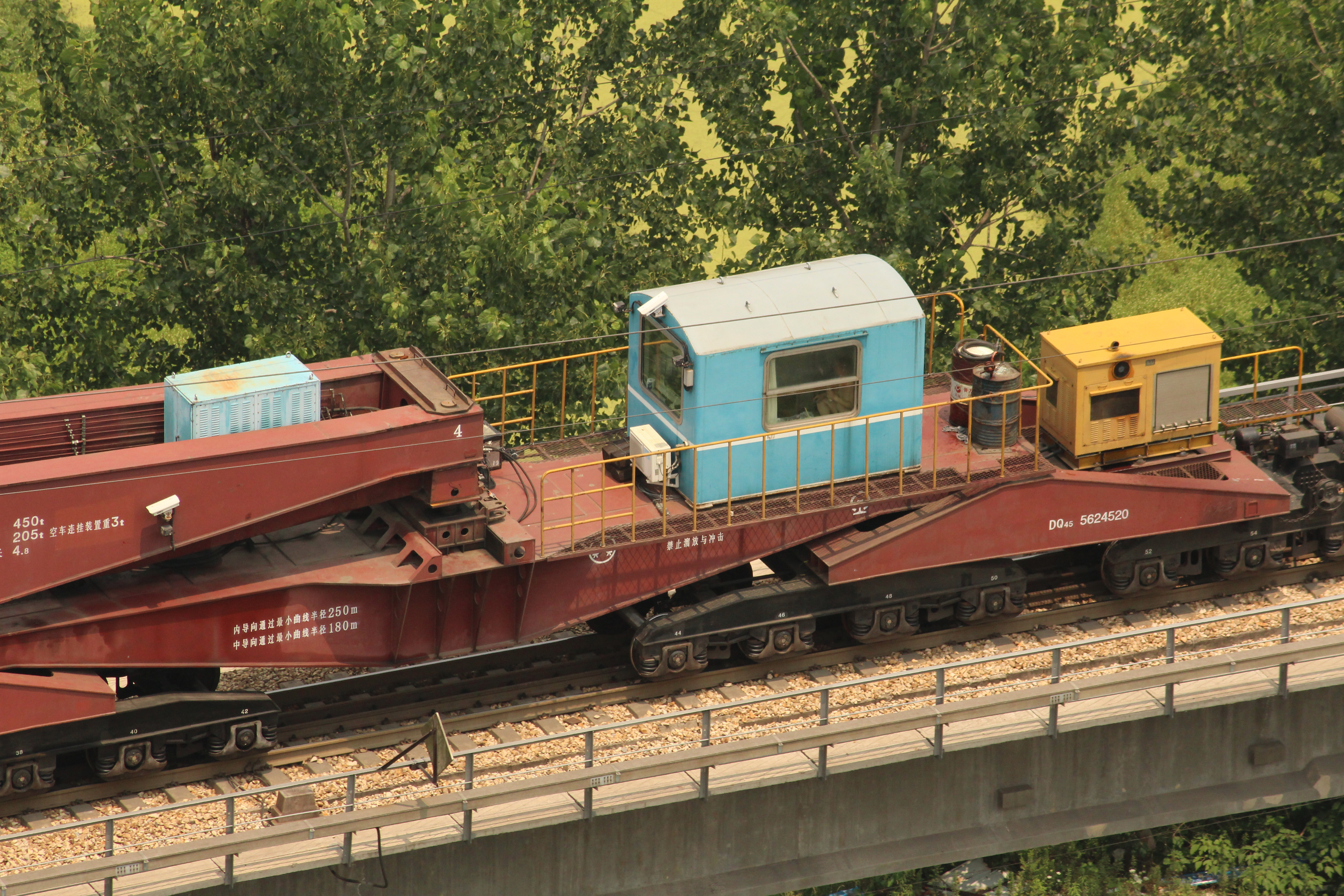
DQ45型钳夹车的控制室

DQ45型钳夹车，是目前中国铁路载重吨位最大的钳夹式货车。该车在标准轨距铁路上使用，主要适用于1000MW发电机定子的整体运输，同时可装运电力、冶金、化工、重型机械等行业的短、粗、重、超限、超重的阔大货物，如变压器、轧钢机牌坊、核电站压力壳等。
2007年9月，齐齐哈尔轨道装备公司与中铁特货公司、哈尔滨电机厂及大连交通大学等单位对1000MW定子的整体运输进行了可行性研究和方案论证，并提出了载重450t钳夹车方案。2008年8月，可行性分析和初步设计方案通过了铁道部运输局装备部会同科技司、安监司的评审。2009年1月完成总体方案设计。2009年8月完成了样车试制。

## 编组

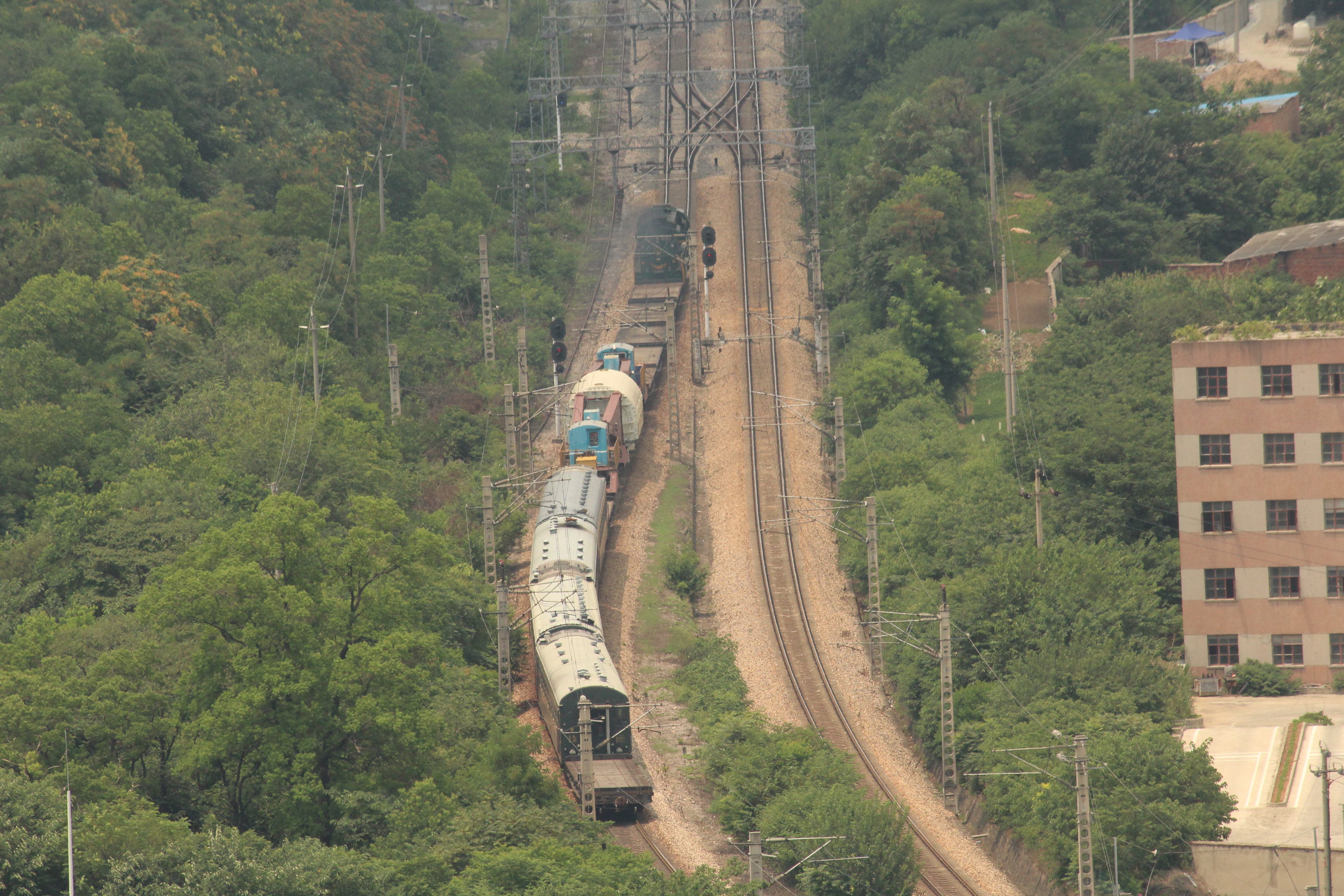
DQ45钳夹车运行时的编组

由于钳夹货车超过铁路界限，运输货物时在机车牵引及运行区间会车时容易出现重心不稳，会车时剐蹭等问题；同时钳夹车的柴油机组需要人员看护保障，故在运输货物时，钳夹货车需要成组运行。货车编组一般由前部若干节用于平衡重心的平车，一组钳夹车，后部若干节用于平衡重心的平车，用于押运人员休息及堆放货物的押运车及尾部一节用于隔离的平车组成。全编组一般由一或两台机车牵引。列车运行时车次一般为70开头，区间内禁止会车；禁止溜放与冲击；禁止拆分编组，运行限速为60km/h。

## 技术数据
DQ45型钳夹车自重208t，载重450t，通过最小曲线半径145m，空车最高速度100km/h，重车最高运行速度60km/h。主要由钳形梁、导向梁、大底架、小底架、转向架、调宽装置、导向侧移装置、起升装置、支撑装置、空车连接装置、制动装置、车钩缓冲装置等部分组成，并配置了液压装置、电气装置和操纵室。
DQ45型钳夹车设有导向侧移装置、液力起升装置、侧移装置及液压纵向连通旁承等，提高了运输超限货物的能力。全车设有2套电气装置，分别安装在车辆两端。每套电气装置采用自备电源与外接电源相结合的形式，电源为三相四线制。
全车设有28根轴，轴重23.39t。全车分别采用4组3E轴和4E轴焊接构架式转向架，转向架构架采用整体焊接结构，主要由心盘梁、横梁和侧梁组焊而成。采用两级刚度弹簧、加强型E型车轴、K型滚动轴承、HESA型车轮，车轴轴承座采用与K型滚动轴承配套的结构。采用轴箱导框定位方式，中间轮对采用减薄轮缘车轮，下心盘内装用含油尼龙心盘磨耗盘。
全车采用4套空气制动装置，每套空气制动装置控制2组转向架。制动装置主要由120型空气控制阀、203mm x 254mm整体旋压密封式制动缸、改进的ST2-250型闸瓦间隙调整器、不锈钢嵌入式储风缸等组成。采用不锈钢球芯折角塞门、组合式集尘器、法兰接头、不锈钢制动管系及配件、编织制动软管总成、尼龙管卡垫、奥-贝球铁衬套以及高摩合成闸瓦。车辆两端各安装1套NSW型手制动机。